# پیز بلاس
پیز بلاس (به لاتین: Piz Blas) یک کوه در سوئیس است که در کانتون گراوبوندن واقع شده‌است. پیز بلاس ۳٬۰۱۹ متر بالاتر از سطح دریا واقع شده‌است.